# Mitake Tozan Tetsudō
| in der Talstation Takimoto |          |                        |                        |
| Streckenlänge: | 1,107 km |                        |                        |
| Spurweite: | 1049 mm  |                        |                        |
| Maximale Neigung: | 250 ‰    |                        |                        |
| |          |                        |                        |
| Höhenunterschied: | 424 m    |                        |                        |
| \| \| \| Takimoto (滝本) \| \| \| \| \| Standseilbahn \| \| \| \| \| Ausweiche \| \| \| \| \| \| \| \| \| \| Mitakeyama (御岳山) \| \| \| \| \| Mitakedaira (御岳平) \| \| \| \| \| Sesselbahn \| \| \| \| \| Daitenbōdai (大展望台) \| \| |          |                        |                        |
| Kopfbahnhof Streckenanfang |          | Takimoto (滝本)        | Takimoto (滝本)        |
| Strecke |          | Standseilbahn          | Standseilbahn          |
| |          | Ausweiche              |                        |
| Strecke |          |                        |                        |
| Kopfbahnhof Streckenende |          | Mitakeyama (御岳山)    | Mitakeyama (御岳山)    |
| U-Bahn-Kopfbahnhof Streckenanfang |          | Mitakedaira (御岳平)   | Mitakedaira (御岳平)   |
| U-Bahn-Strecke |          | Sesselbahn             | Sesselbahn             |
| U-Bahn-Kopfbahnhof Streckenende |          | Daitenbōdai (大展望台) | Daitenbōdai (大展望台) |

Die Mitake Tozan Tetsudō (jap. 御岳登山鉄道, Mitake Tozan Tetsudō Kabushiki-gaisha) ist ein japanisches Verkehrsunternehmen mit Sitz in Ōme. Es gehört zur Keio Group und betreibt eine Standseilbahn sowie eine Sesselbahn auf den touristisch bedeutenden Berg Mitake im Westen der Präfektur Tokio. Hinzu kommen mehrere daran angeschlossene Läden und Gastronomiebetriebe.

## Anlage
Die allgemein als Mitake Tozan Kēburu (jap. 御岳登山ケーブル, engl. Mitake Tozan Cable) bekannte Standseilbahn überwindet auf einer 1107 m langen Strecke eine maximale Neigung von 250 ‰. Ungewöhnlich ist die Spurweite von 1049 mm, die sonst nirgends in Japan vorkommt. Die Talstation Takimoto (滝本) () liegt auf 407 m T.P., die Bergstation Mitakeyama (御岳山) () auf 825 m T.P. Somit beträgt der Höhenunterschied 418 m. Die eingleisige Strecke besitzt zwei Kurven und eine Ausweiche.
An Werktagen verkehrt die Standseilbahn alle 20 bis 30 Minuten von 8:00 Uhr bis 18:30 Uhr, an Wochenenden alle 15 bis 30 Minuten von 7:30 Uhr bis 18:30 Uhr. Die Fahrtzeit beträgt sechs Minuten. Eine Buslinie stellt die Verbindung zwischen der Talstation und dem Bahnhof Mitake an der Ōme-Linie her.
Wenige Schritte von der Bergstation der Standseilbahn entfernt befindet sich die Talstation Mitakedaira (御岳平) () der Sesselbahn. Die Einsitzer-Anlage führt knapp hundert Meter weit hinauf zur Aussichtsplattform Daitenbōdai (大展望台) () auf etwa 870 m T.P.

## Geschichte

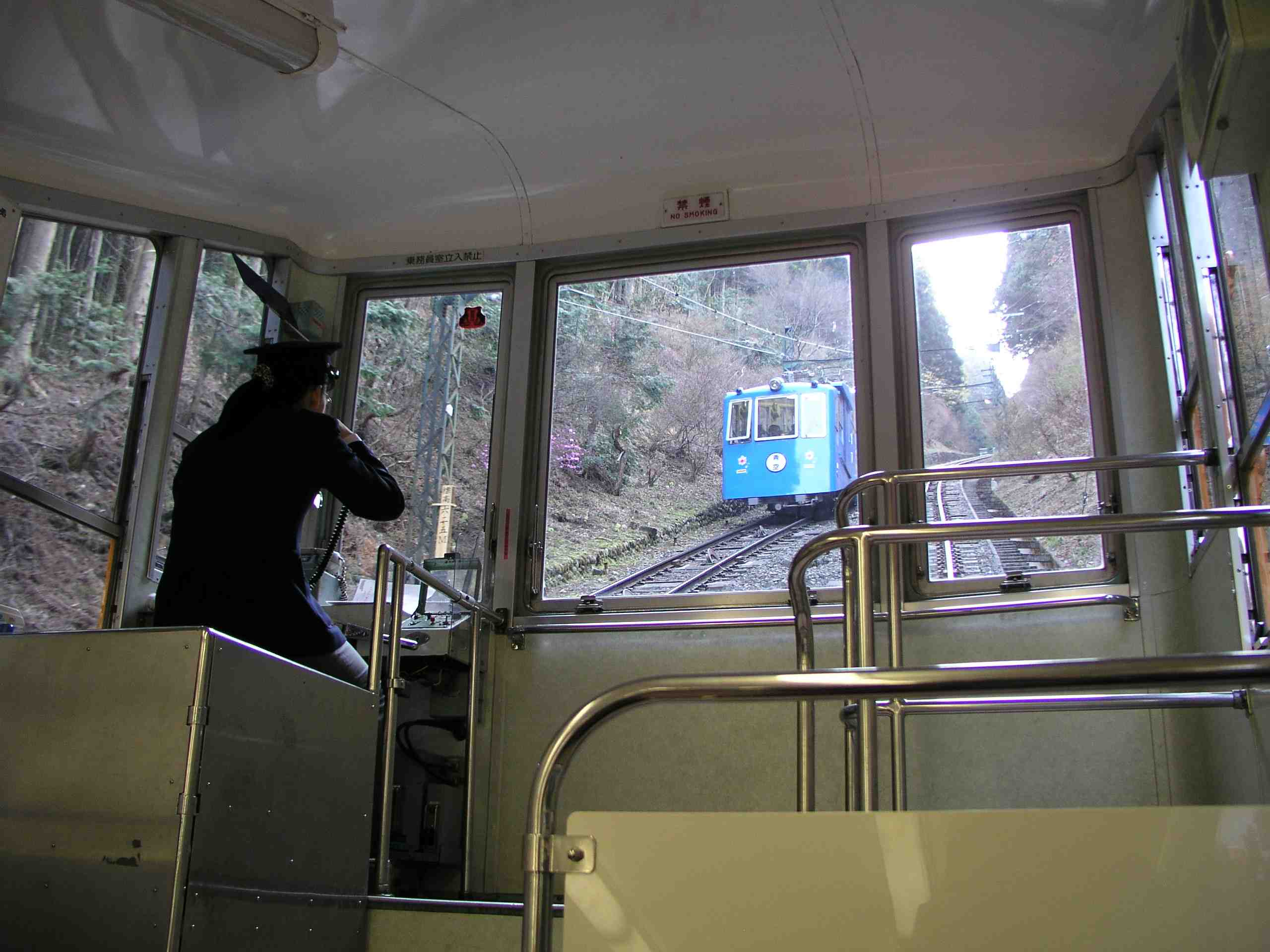
Bei der Ausweiche

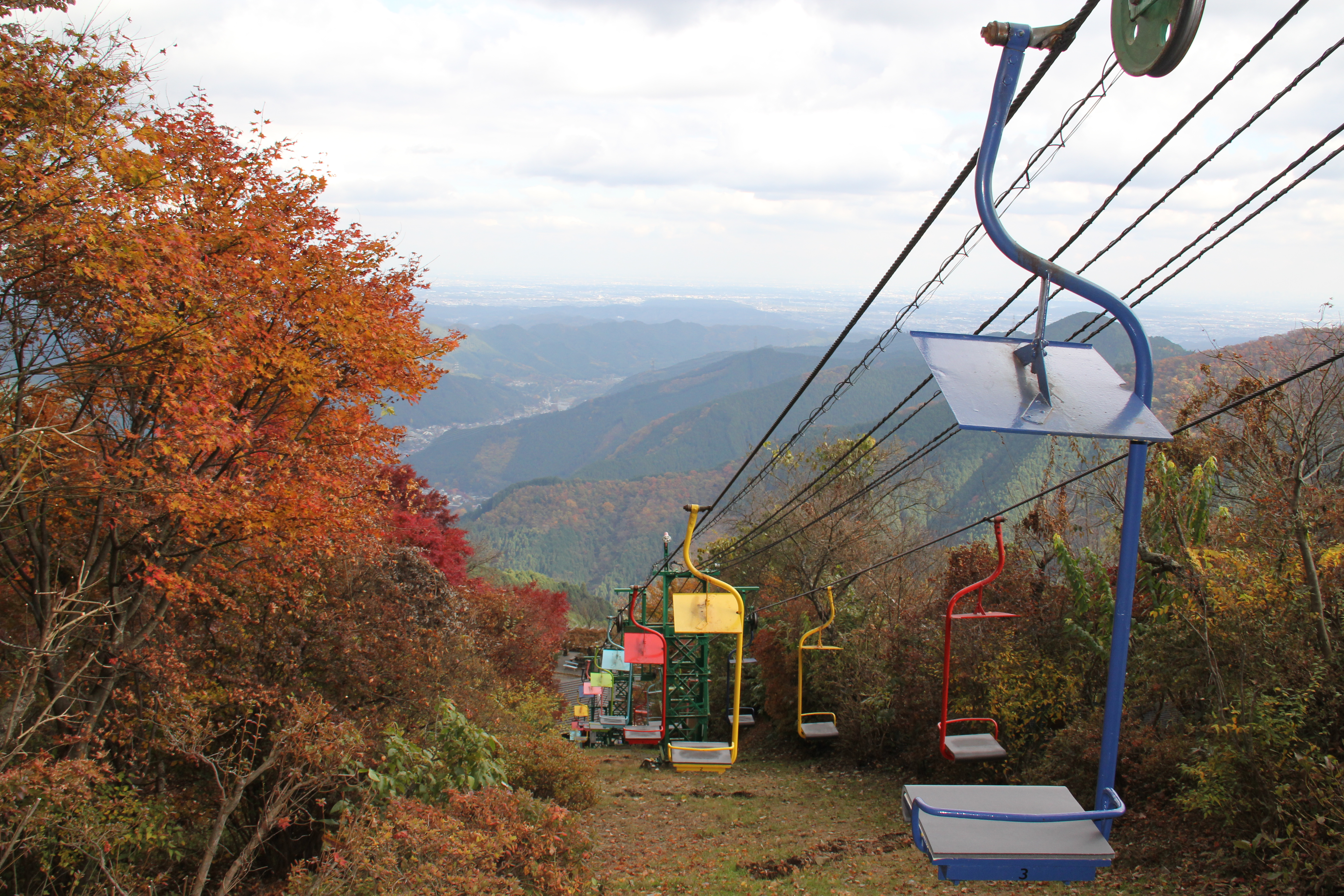
Sesselbahn

Am 20. November 1927 erfolgte die Gründung der Mitake Tozan Tetsudō, deren Vorgängerin Mitakeyama Denki Kōsaku Tetsudō (御岳山電気鋼索鉄道, dt. „Elektrische Stahlseilbahn Mitakeyama“) bereits am 23. März desselben Jahres ein Konzessionsgesuch eingereicht hatte. Finanzierungsprobleme aufgrund der Weltwirtschaftskrise zögerten den Baubeginn lange Zeit hinaus. Schließlich konnte die Standseilbahn am 31. Dezember 1934 in Betrieb genommen werden. Zur Unterstützung der Rationierungsmaßnahmen während des Pazifikkriegs erklärte die Regierung die Anlage als „nicht dringlich“. Sie wurde am 1. Februar 1944 stillgelegt, worauf man die Schienen entfernte, um sie andernorts einzusetzen. Mehr als sieben Jahre lang ruhte der Betrieb, bis zur Wiedereröffnung am 29. Juni 1951. Die Eröffnung der daran anschließenden Sesselbahn erfolgte am 18. Juli 1959.
Mit der Übernahme durch die Keiō Dentetsu am 29. Mai 1972 verlor die Mitake Tozan Tetsudō ihre Eigenständigkeit und wurde als Tochtergesellschaft in die Keio Group integriert. Vom 1. Juni bis zum 6. Juli 1991 war die Standseilbahn vorübergehend geschlossen, um die Schienen zu ersetzen. Da die neu eingesetzten Schienenköpfe ein wenig breiter waren, verringerte sich die Spurweite von bisher 1067 mm (Kapspur) auf 1049 mm.